# دينيس
دينيس، (المعروف أيضاً باسم Denny's Diner) هي سلسلة مطاعم على غرار مطعم الداينر. وتملك أكثر من 1700 مطعم في الولايات المتحدة (بما في ذلك بورتوريكو وغوام) ، وكندا، والمملكة المتحدة، والمكسيك، الدومينيكان، والسلفادور، وكوراساو، وكوستاريكا، وغواتيمالا، وهندوراس، واليابان، نيوزيلندا، قطر والفلبين والإمارات العربية المتحدة.

## تاريخ
تم افتتاح مطعم دينيس في الأصل كمقهى تحت اسم Danny's Donuts، ويشتهر الآن بأنه مفتوح ويقدم وجبات الإفطار والغداء والعشاء على مدار الساعة. لا تغلق المطاعم في الأعياد والليالي، باستثناء ما يقتضيه القانون. تقع العديد من المطاعم على مقربة من مخارج الطرق السريعة والبارات ومناطق الخدمة. بدأت دينيس بالامتياز في عام 1963، وأصبحت معظم مطاعم دينيس الآن مملوكة للامتياز.